# Compendium van de Catechismus van de Katholieke Kerk
Het Compendium van de Catechismus van de Katholieke Kerk is een verkorte uitgave in vraag- en antwoordvorm van de Catechismus van de Katholieke Kerk.  Het werd uitgegeven in 2005.
In maart 2008 verscheen de Nederlandse vertaling bij uitgeverij Gooi & Sticht en Licap.
Het katholieke geloof wordt er op een beknopte wijze uitgelegd aan de hand van 598 vragen.  De Nederlandse vertaling bevat ook een reeks gebeden, zoals het Onzevader, het Angelus, het Magnificat en de twintig geheimen van de rozenkrans, en de formules van de katholieke leer, zoals de geboden van de Kerk, de zaligsprekingen, de goddelijke en kardinale deugden, de zeven gaven en de vruchten van de Heilige Geest en de werken van barmhartigheid.